# Répétition minute
 (décembre 2016).
Si vous disposez d'ouvrages ou d'articles de référence ou si vous connaissez des sites web de qualité traitant du thème abordé ici, merci de compléter l'article en donnant les références utiles à sa vérifiabilité et en les liant à la section « Notes et références ».
Une « répétition » est un mécanisme dans une montre qui sonne l’heure à la demande lorsqu’on active un poussoir ou un verrou. Il s'agit d'un type de complication horlogère. 
Il existe plusieurs types de répétitions permettant d’écouter le temps avec divers degrés de précision – de la simple « répétition à quarts » (sonnant uniquement les heures et les quarts) à la « répétition minute », qui indique le temps à la minute près, en utilisant des tons distincts pour les heures, les quarts et les minutes.
Par métonymie, une répétition minute peut désigner une montre elle-même dotée de ce mécanisme.

## Caractéristiques
Nées avant l’usage généralisé de l’électricité, ces montres permettaient de connaître l’heure dans le noir. Elles étaient également utilisées par les malvoyants. Aujourd’hui, les répétitions minutes – vrais chefs-d’œuvre de micro-mécanique – sont très recherchées par les collectionneurs et les passionnés de montres rares.
Les répétitions minute indiquent généralement les heures par un son grave, les quarts par une séquence aiguë-grave et les minutes par un son aigu. À 02:49, la montre sonnera ainsi deux coups graves pour les deux heures, trois alternances aigu-grave pour les trois quarts (45 minutes) et quatre coups aigus pour les quatre minutes depuis le dernier quart.
Le son est produit par des petits marteaux en acier frappant sur des « timbres » – des fils d’acier enroulés autour du mouvement à l’intérieur du boîtier. Avec ses minuscules râteaux, limaçons, cames et roues, le mécanisme de sonnerie d’une répétition minute est considéré comme l’une des « complications » les plus élaborées.
Les répétitions minutes s’inscrivent dans la longue tradition des «montres à sonnerie», dont elles représentent l’un des types les plus raffinés. Leur origine remonte à la fin du XVIIe siècle. 
Les premières montres à sonnerie frappaient des coups discrets à l’intérieur du boîtier et ce bruit sourd ne pouvait être détecté que si l’on tenait la montre dans la main. Elles permettaient à des personnes comme les courtisans, auprès desquels elles avaient un grand succès, de contrôler discrètement l’heure dans leur poche, durant les ennuyeuses réceptions royales, sans offenser le monarque.
Les horlogers ont introduit ensuite une petite cloche, généralement fixée à l’intérieur du couvercle de fond, sur laquelle frappait le marteau. Ces premières « montres à sonnerie » ont d’abord indiqué l’heure à la demande, puis également le quart, le demi-quart et les cinq minutes les plus proches.
La forme du boitier de la montre, son épaisseur ainsi que le matériau utilisé auront un impact sur le son de la répétition minute.

## Histoire
Les premiers exemples de répétitions minutes sont apparus au milieu du XVIIIe siècle. À la fin du même siècle, A. L. Breguet a eu l’idée de remplacer la cloche par un système de « timbres » enroulés dans le boîtier, ce qui a permis de réduire le volume et de sonner différents tons. À la fin du XIXe siècle, le mécanisme de répétition minute – grandement optimisé – s’est imposé dans sa configuration actuelle.
Il faut plus de cent composants différents pour créer un mécanisme de répétition minute – chaque pièce étant fabriquée selon des tolérances ultra-précises. Intégrer une répétition minute à une montre de poche exige un savoir-faire hors pair, mais loger ce mécanisme dans une montre-bracelet représente un défi nettement supérieur, car les dimensions réduites du boîtier obligent à miniaturiser encore davantage ces composants déjà minuscules. L’assemblage d’une répétition minute exige entre 200 et 300 heures de travail. Pour acquérir les compétences indispensables à cette tâche, il faut à l’horloger de nombreuses années d’expérience. Les défis ne sont pas seulement d’ordre mécanique ; ils nécessitent également une excellente maîtrise scientifique. Pourtant, au stade final (l’analyse de la qualité du son), deux répétitions minutes ne sonneront jamais exactement de manière identique. Le même modèle de montre, dans le même métal, présentera des différences subtiles – comme une empreinte digitale.
De nos jours, les rares manufactures horlogères produisant encore ce type de complications vont enregistrer la sonnerie d'une pièce afin de pouvoir la reproduire précisément quand son propriétaire effectuera un entretien de sa montre.